# Beatrice Fihn

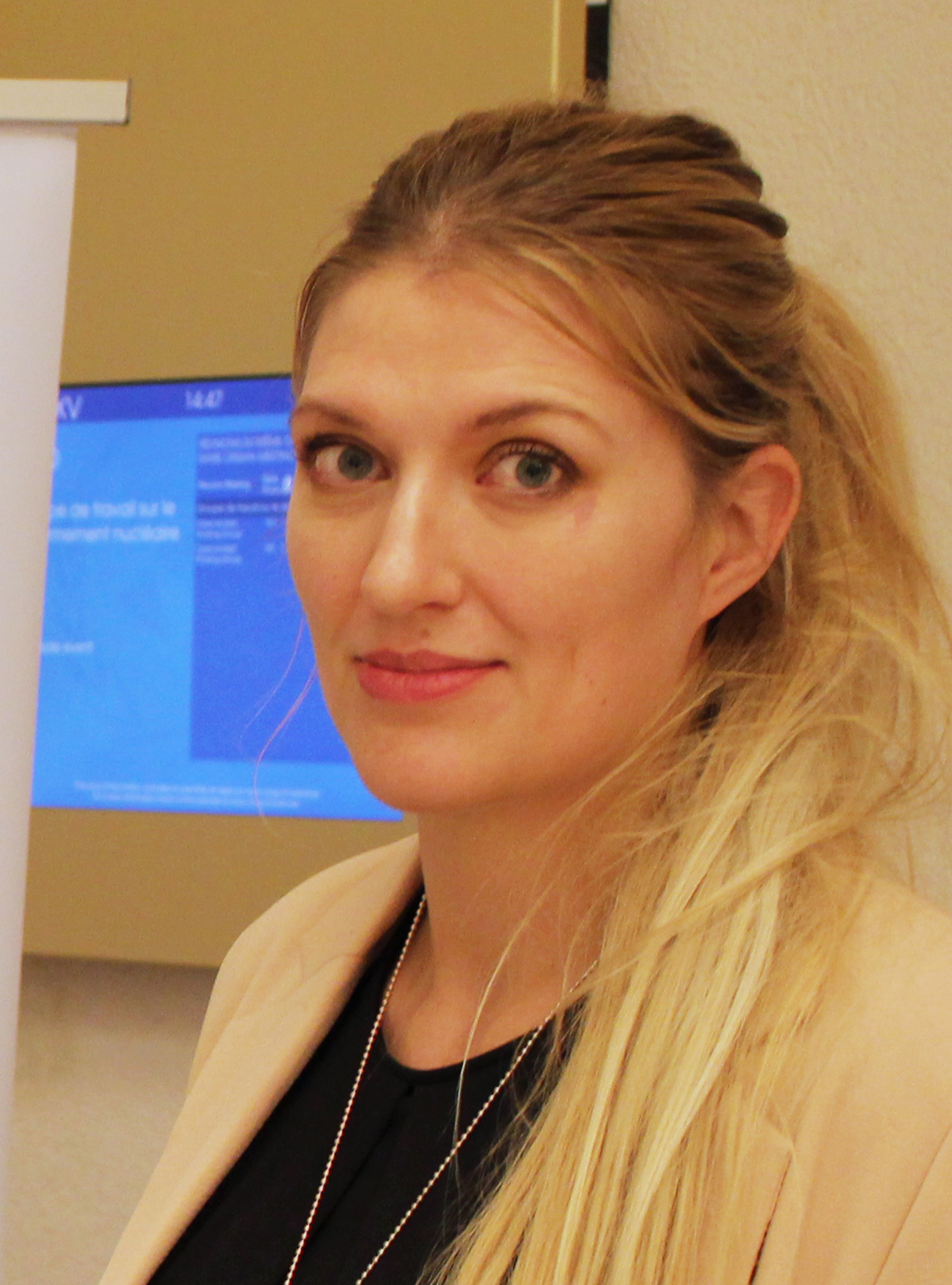
Beatrice Fihn (2016)

Beatrice Fihn (* 17. November 1982 in Göteborg) ist eine schwedische Juristin und war vom 1. Juli 2014 bis Januar 2023 die Direktorin der Internationalen Kampagne zur Abschaffung von Atomwaffen (ICAN). Die Nachfolgering ist seit September 2023 Melissa Parke.
Die ICAN erhielt am 6. Oktober 2017 den Friedensnobelpreis zugesprochen.

## Leben
Beatrice Fihn hat bis 2008 an der Universität Stockholm vor allem Internationale Beziehungen studiert mit Bachelor-Abschluss. Währenddessen absolvierte sie ein Praktikum bei der Women’s International League for Peace and Freedom (WILPF), wobei sie an der Arbeit der UN-Abrüstungskonferenz und des UN-Menschenrechtsrates beteiligt war. Anschließend arbeitete sie bei einer Bank in Genf und studierte am University College London Internationales Recht mit Abschluss LL.M. (Master of Laws). Nach einer kurzzeitigen Tätigkeit beim Genfer Zentrum für Sicherheitspolitik (GCSP) kehrte sie zur WILPF zurück, wo sie vier Jahre lang Reaching Critical Will, den Bereich Abrüstung der WILPF, leitete. Schließlich kam sie als Managerin zu ICAN und wurde von 2014 bis 2023 deren Generalsekretärin. Sie hat eine Fellow-Position am UN-Institut für Abrüstungsforschung (UNIDIR).